# Fittipaldi F8
Der Fittipaldi F8 ist ein Formel-1-Rennwagen des mit brasilianischer Lizenz fahrenden Rennstalls Fittipaldi Automotive, der 1980 in der Automobil-Weltmeisterschaft eingesetzt wurde und ab 1982 auch in unterklassigen Serien zum Einsatz kam. Er ist die Weiterentwicklung eines 1979 von Walter Wolf Racing gemeldeten Autos. Nach der Originalversion F8 von 1980 erschienen zwei modifizierte Versionen, die als Fittipaldi F8C (1981) bzw. F8D (1982) bezeichnet wurden. Der F8 ist das erste Formel-1-Auto, an dessen Entwicklung der spätere Williams- und Red-Bull-Konstrukteur Adrian Newey beteiligt war.

## Entstehungsgeschichte
Nach dem Ende seiner aktiven Rennfahrerkarriere gründete Wilson Fittipaldi mit Unterstützung seines Bruders Emerson ein Motorsportteam, das in der Automobil-Weltmeisterschaft 1975 debütierte. Es trug anfänglich die an den gleichnamigen Hauptsponsor erinnernde Meldebezeichnung Copersucar bzw. Copersucar-Fittipaldi. Copersucar war das erste Formel-1-Team, das mit brasilianischer Rennlizenz fuhr und sein Werk in Brasilien hatte. 1976 verlegte es seine Basis nach Reading und operierte von nun an aus Großbritannien. Copersucar setzte von Beginn an selbst konstruierte Autos ein. Die ersten fünf Rennwagentypen, die bis 1978 zum Einsatz kamen, entwarf der brasilianische Ingenieur Riccardo Divila. Nachdem das inzwischen als Fittipaldi Automotive gemeldete Team mit dem von Ralph Bellamy konstruierten F6 in der Saison 1979 nur einen Weltmeisterpunkt erzielt hatte und im Vergleich zum Vorjahr vom siebten auf den zwölften Rang der Konstrukteursmeisterschaft zurückgefallen war, übernahm Fittipaldi im Winter 1979/80 die technische Ausrüstung und die Rennwagen des Teams Walter Wolf Racing, das Ende 1979 den Rennbetrieb eingestellt hatte. Dessen 1979er Rennwagen Wolf WR8 und WR9, die Harvey Postlethwaite konstruiert hatte, wurden zu Beginn der Saison 1980 ohne technische Änderungen als Fittipaldi F7 gemeldet. Sie dienten als Übergangslösung, bis ein neues Fahrzeug einsatzbereit war.
Mitte 1980 löste der Fittipaldi F8 den bisherigen F7 ab. Der F8 war in seiner ursprünglichen Form nur bis Ende 1980 im Einsatz. 
Mit der technischen Ausrüstung kam auch der finnische Rennfahrer Keke Rosberg von Wolf Racing zu Fittipaldi. Er ging 1980 bei allen Rennen neben Emerson Fittipaldi an den Start. Damit war Fittipaldi Automotive 1980 erstmals in seiner Geschichte ein Team, das durchgängig zwei Autos einsetzte. Bis 1979 hatte es sich darauf konzentriert, ein Auto für Emerson Fittipaldi an den Start zu bringen, und hatte nur vereinzelt zweite Fahrer eingesetzt. Rosberg erzielte in diesem Jahr bessere Resultate als Emerson Fittipaldi, der mit dem Ablauf der Saison seine aktive Fahrerkarriere in der Formel 1 beendete.

## Beschreibung

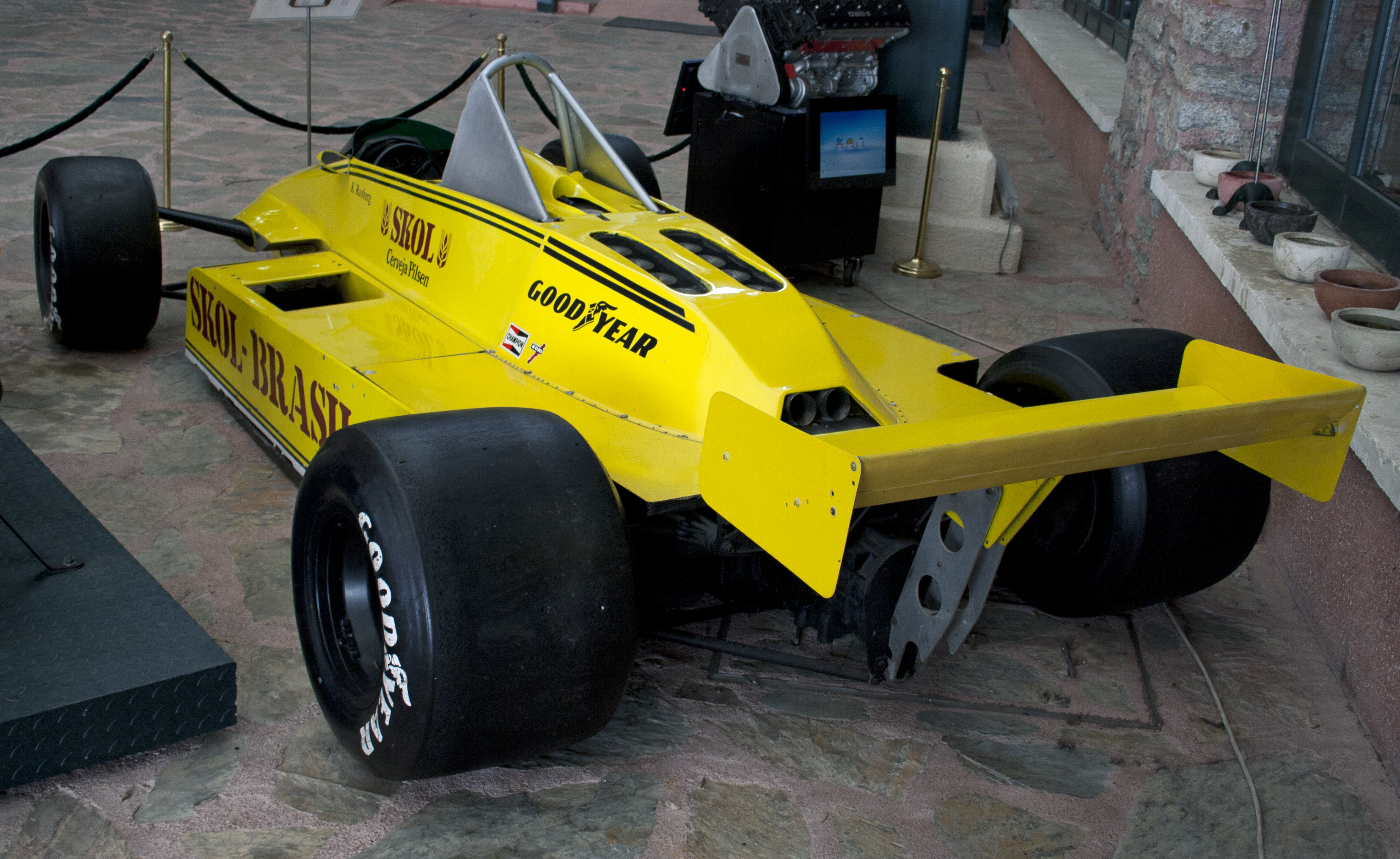
Fittipaldi F8 von 1980

Die Basisversion des F8 war eine Konstruktion von Harvey Postlethwaite. Er war eine Weiterentwicklung des F7 und damit der Wolf-Modelle WR8 und WR9. Postlethwaite setzte beim F8 Überlegungen fort, die ihren Ursprung noch bei Wolf Racing hatten und aus denen der – letztlich nicht realisierte – Wolf WR10 hätte werden sollen. An der Entwicklung der Aerodynamik war Adrian Newey beteiligt, der hier unmittelbar nach Abschluss seiner Hochschulausbildung seinen ersten Arbeitsplatz in der Formel 1 hatte. 
Der Fittipaldi F8 gilt als „herkömmliches Baukastenauto“ und als „sehr konservative“ Konstruktion, die Ähnlichkeiten mit dem Wolf WR8 und WR9 von 1979, aber auch mit dem Williams FW07, dem Brabham BT49 und dem Arrows A3 hatte. Der Fittipaldi F8 hat ein Monocoque aus Aluminium-Sandwichplatten mit Wabenkern. Die Räder sind an oberen und unteren Querlenkern aufgehängt. Federn und Stoßdämpfer liegen innen und wirken über die nach innen verlängerten oberen Querlenker. Der Wagenboden und die Seitenkästen sind profiliert, sodass ein Bodeneffekt entsteht. Der Radstand der ersten Version beträgt 2616 mm. Das Auto hat eine kurze Stummelnase ohne vorderen Flügel. Die Motorabdeckung verläuft weitgehend waagerecht und fällt zur Hinterachse hin ab. Der Heckflügel ist an einer einzelnen, mittig angeordneten Strebe befestigt.
Als Antrieb diente ein 3,0 Liter großer Achtzylinder-V-Motor von Cosworth (Typ DFV). Das Getriebe kam von Hewland, die Reifen lieferte Goodyear.

## Die einzelnen Chassis
Einer Quelle zufolge baute Fittipaldi 1980 drei Chassis vom Typ F8, eine andere Quelle geht von lediglich zwei Chassis (F8/1 oder F8A und F8/2 oder F8B) aus. Danach verteilen sich die einzelnen Chassis wie folgt auf die Fahrer:
- Das erste Chassis (F8/1) wurde 1980 in Großbritannien, Deutschland und Kanada von Emerson Fittipaldi gefahren, in Österreich, den Niederlanden, Italien und Watkins Glen von Keke Rosberg.
- Das zweite Chassis (F8/2) wurde 1980 in Deutschland und Kanada von Keke Rosberg gefahren, in Österreich, den Niederlanden, Italien und Watkins Glen von Emerson Fittipaldi. F8/2 war außerdem während der gesamten Saison 1981 das Ersatzfahrzeug des Fittipaldi-Teams, kam aber weder bei einem Training noch bei einem Rennen zum Einsatz.

## Lackierung und Sponsoren
Die Grundfarbe des Fittipaldi F8 war – wie bei allen vorangegangenen Modellen seit 1977 – Gelb. Der bisherige Sponsor Copersucar warb in diesem Jahr erstmals seit Gründung des Teams nicht mehr bei Fittipaldi. An seine Stelle war die in Brasilien seinerzeit populäre Biermarke Skol als größter Sponsor des Teams getreten. Weitere Werbeaufkleber kamen vom Reifenhersteller Goodyear.

## Renneinsätze in der Formel-1-Weltmeisterschaft

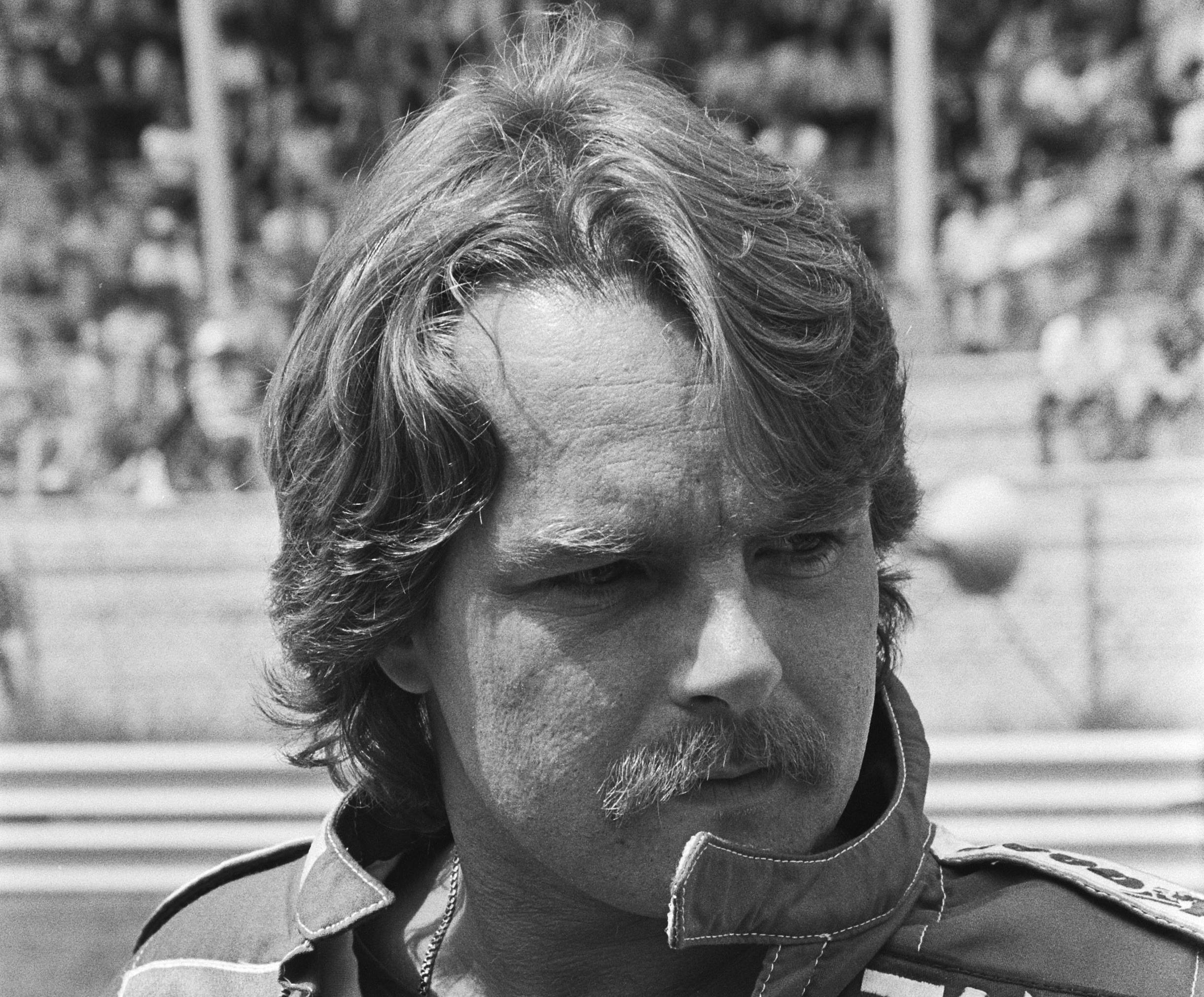
Erfolgreichster F8-Fahrer: Keke Rosberg

Das erste Exemplar des Fittipaldi F8 debütierte mit Emerson Fittipaldi beim Großen Preis von Großbritannien 1980, dem achten Rennen der Saison. Im Zeittraining qualifizierte sich Fittipaldi mit ihm für den 22. und drittletzten Startplatz, während sein Teamkollege Keke Rosberg, der hier noch den alten F7 fuhr, die Qualifikation verpasste. Fittipaldi beendete das Rennen mit vier Runden Rückstand auf Platz 12.
Ab dem Großen Preis von Deutschland hatten beide Fahrer des Teams einen F8 zur Verfügung. Nahezu immer qualifizierte sich Keke Rosberg deutlich vor Emerson Fittipaldi. Eine Ausnahme war nur der Große Preis der Niederlande, bei dem Rosberg mit der absolut langsamsten Trainingszeit die Qualifikation verpasste. Auf dem Hockenheimring startete Rosberg von Platz acht und Fittipaldi von Platz zwölf. Im Rennen schieden beide Fahrer wegen eines Radlagerschadens (Rosberg) bzw. defekter Schürzen (Fittipaldi) bereits in der zweiten Runde aus. Der anschließende Große Preis von Österreich war das einzige Rennen, bei dem beide Fittipaldi F8 ins Ziel kamen: Emerson Fittipaldi wurde, vom vorletzten Platz startend, im Rennen Elfter, während Rosberg nach einem Start von Platz 11 letztlich 16. wurde. Bei den verbleibenden vier Saisonrennen schied Emerson Fittipaldi jeweils vor Rennende aus: Dreimal erlitt das Auto einen Technikdefekt (Niederlande, Kanada und USA Ost), während in Italien ein Fahrfehler in Runde 17 zu einem Unfall führte. Rosberg hingegen kam in Italien mit einer Runde Rückstand als Fünfter ins Ziel und fuhr damit die ersten beiden Weltmeisterschaftspunkte mit dem Fittipaldi F8 ein. In Kanada und beim Großen Preis der USA Ost schlossen sich ein neunter und ein zehnter Platz an.
Am Ende der Saison 1980 belegte das Fittipaldi-Team Platz 8 der Konstrukteursmeisterschaft. Zehn der insgesamt 11 verzeichneten Punkte hatte Keke Rosberg eingefahren, zwei mit dem Fittipaldi F8, die übrigen mit dem alten F7, den er beim Saisonauftakt in Argentinien auf Platz drei ins Ziel gebracht hatte.

## Renneinsätze in anderen Serien

### Formel-1-Rennen ohne Weltmeisterschaftsstatus
Der Große Preis von Südafrika 1981, der im Februar 1981 in Kyalami abgehalten wurde, war ein Formel-1-Rennen ohne Weltmeisterschaftsstatus, an dem 10 britische Teams mit insgesamt 19 Fahrern teilnahmen. Fittipaldi meldete Keke Rosberg mit einem F8-Chassis, das technisch vollständig dem Stand von 1980 entsprach. Er beendete das Rennen als Vierter hinter Carlos Reutemann (Williams), Nelson Piquet (Brabham) und Elio de Angelis (Lotus).

### Britische Formel-1-Meisterschaft
In der Formel-1-Weltmeisterschaft 1981, die fünf Wochen nach dem Großen Preis von Südafrika 1981 begann, hielt Fittipaldi einen der beiden F8 (F8/2) als Ersatzauto vor. Das Auto kam allerdings nicht zum Einsatz.
Mit Ablauf der Saison 1981 verkaufte Fittipaldi den Wagen an Tony Trimmer, der ihn bei den ersten drei Rennen der Britischen Formel-1-Meisterschaft 1982 für das Team Sanada einsetzte. Trimmer gewann das Auftaktrennen in Oulton Park, an dem nur fünf Fahrer teilnahmen, und wurde beim zweiten Meisterschaftslauf in Brands Hatch Zweiter. Beim dritten Rennen in Thruxton fiel er nach einem technischen Defekt aus. Danach gab Trimmer sein Engagement in der Britischen Formel-1-Meisterschaft auf.

### Formula Libre
Von Oktober 1982 bis Juli 1984 erschien der Fittipaldi F8 (F8/2) noch mit den Rennfahrern Duncan Bain, Tiff Needell und Russell Spence bei einzelnen Formula-Libre-Rennen in Großbritannien.

## Rennergebnisse (Formel-1-Weltmeisterschaft)
| Fahrer        | Nr.  | 1 | 2 | 3 | 4 | 5 | 6 | 7 | 8  | 9   | 10 | 11  | 12  | 13  | 14  | 15 | 16 | Punkte | Rang |
| ------------- | ---- | - | - | - | - | - | - | - | -- | --- | -- | --- | --- | --- | --- | -- | -- | ------ | ---- |
| 1980          | 1980 |   |   |   |   |   |   |   |    |     |    |     |     |     |     |    |    | 11 (2) | 8    |
| E. Fittipaldi | 20   |   |   |   |   |   |   |   | 12 | DNF | 11 | DNF | DNF | DNF | DNF |    |    | 11 (2) | 8    |
| K. Rosberg    | 21   |   |   |   |   |   |   |   |    | DNF | 16 | DNQ | 5   | 9   | 10  |    |    | 11 (2) | 8    |